# Villa Aurelia (Lierna)
Villa Aurelia est une résidence historique de style Art nouveau située à Lierna sur le lac de Côme.

## Histoire
Villa Aurelia est également connue sous le nom de Villa Besana du nom de son architecte, qui l'a construite vers 1920.
Plusieurs personnalités ont tenté d'acheter la Villa Aurelia, au cours des vingt dernières années, dont Sylvester Stallone et George Clooney,. 

## Description
La Villa Aurelia a un plan rectangulaire, avec la façade face au lac où l'on peut voir des éléments éclectiques et Art nouveau avec des tours, des terrasses et des loggias reliées au corps principal marqué par des fenêtres simples et aveugles. La terre cuite prédomine sur la façade donnant sur la rue. L'intérieur de la Villa  contient divers éléments de l'Art Nouveau, du fer forgé et de précieux vitraux.

### Parc
La villa est entourée d'un grand parc et deux quais en pierre au bord du lac.
Le jardin s'ouvre derrière le portail possède des variétés qui en font un jardin botanique, certains arbres rares bordent les allées piétonnes.